# Кафи

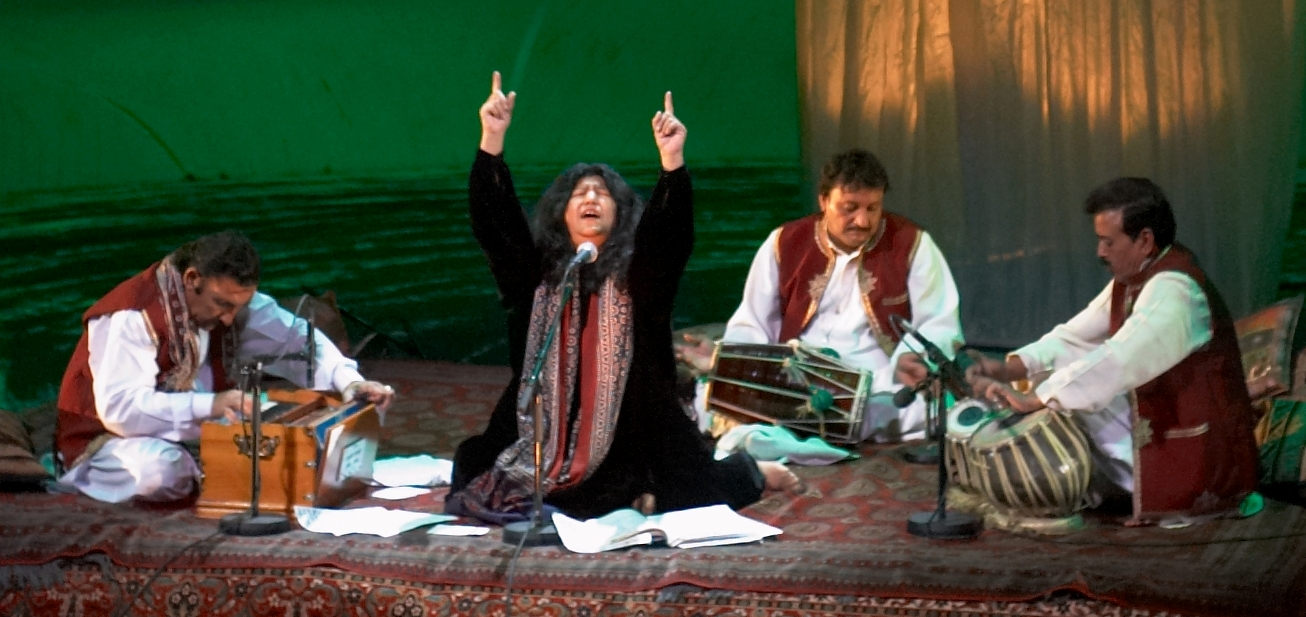
Абида Парви на концерте

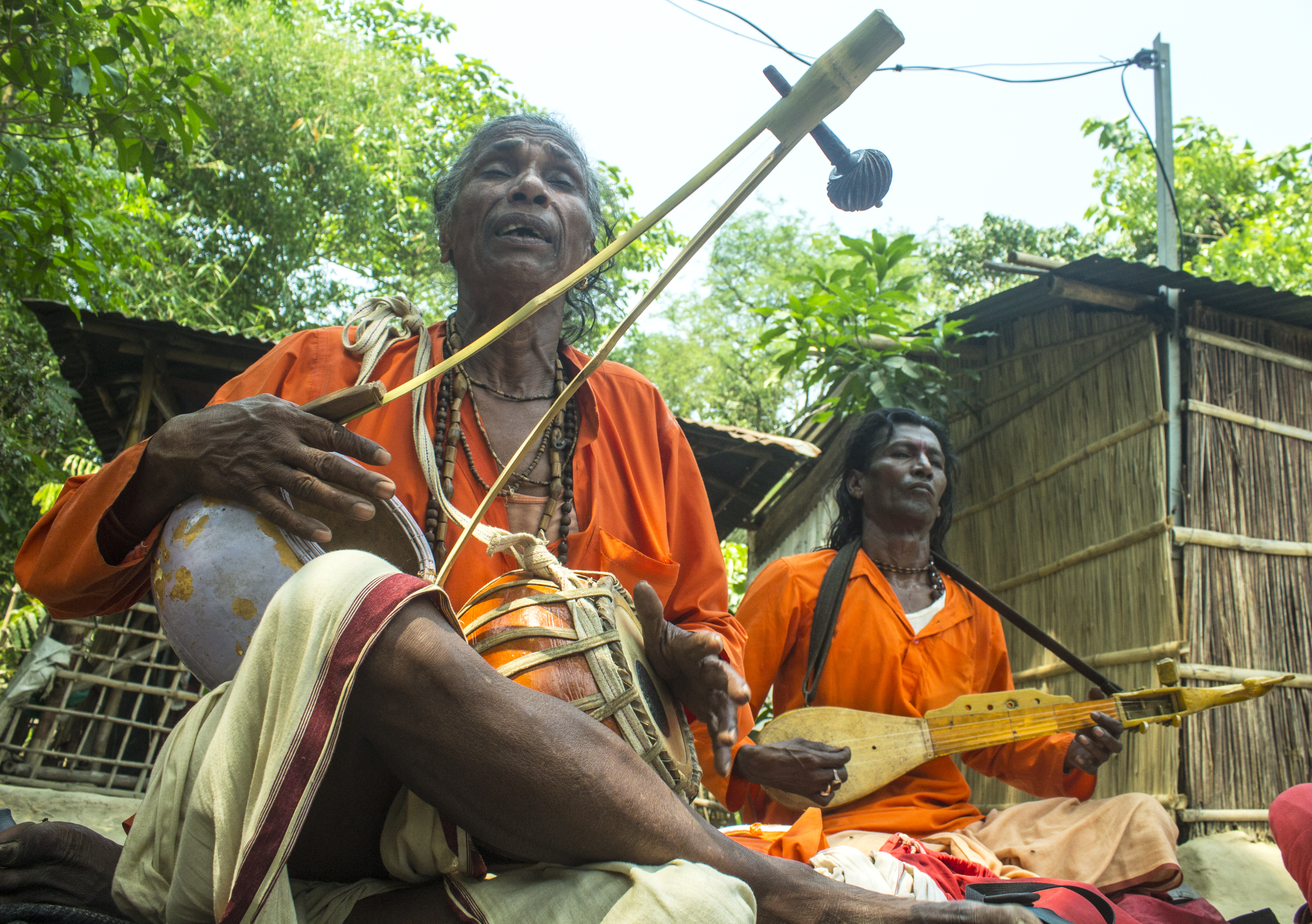
Исполнитель-баул, играющий на эктаре и барабане

Кафи — жанр пакистанской и индийской суфийской поэзии, исполняющийся под музыку каввали, обычно единственным солистом. Доминирующая форма — строфическая с коротким рефреном, обычно длиной от одной до двенадцати строф. Помимо поэзии представление может включать декламацию двустиший под музыку, сказания и интерпретацию стихов. В отличие от большинства жанров суфийской музыки при исполнении кафи музыканты не ставят целью ввести аудиторию в транс.
Кафи близок синдхскому жанру «вай», а также другим классическим жанрам северноиндийской религиозной поэзии — вайшнавскому паду и сикхскому шабаду. В некоторых регионах, таких как округ Кач в Гуджарате, кафи служит инструментом исламского образования, обучая мужчин из сообществ с низким уровнем грамотности основным нарративам религии. Согласно мнению певца Араба Джата, в стихах Шаха Абдула Латифа содержатся сведения о шариате, тарикате, хакикате и марифате — всех «четырёх дверях» к Аллаху. Исполнительские стили, фокусирующиеся на педагогическом компоненте, стали популярны в Каче в конце 1970-х, они пришли туда из Пакистана.
Кафи происходит, по-видимому, от арабской касыды и содержит единственную рифму в пределах произведения. Рифма обычно состоит из 1—2 слогов. Исполняется на синдхи, каччи, сирайки, панджаби.
В качестве аккомпанемента для кафи используют местные мелодии, причём в Пакистане они исполняются в любых ладах, а в Индии кафи дал название одному из ладов-раг. Исполнители играют на различных инструментах: табле, саранги, сурпети; в Синдхе основной инструмент — эктара (дотара), который держат одной рукой, и кастаньеты-чаппар, которыми играют другой рукой. Во время исполнения кафи музыканты нередко танцуют.
Самые известные авторы кафи — Фариуддин Ганджишакар, Шах Хуссейн, Буллей Шах, Шах Абдул Латиф и Сачал Сармаст, их произведения исполняются и поныне. Среди современных исполнителей выделяют Патхане Кхана и Абиду Парвин. Последняя вместе с Манзуром Али Ханом и Мухаммедом Юсуфом принадлежит к когорте знаменитых синдхских исполнителей, черпающих вдохновение в общеиндостанской музыкальной традиции.

### Комментарии
1. ↑  Знаменитый представитель этого жанра — Сурдас
2. ↑  ਸਬਦ

### Сноски
1. 1 2 3  Shackle, 2021, p. xii.
2. 1 2 3 4  Bond, 2022, p. 45.
3. ↑  Sivasankari, 2020, p. 540.
4. 1 2 3  Bond, 2022, p. 44.
5. ↑  Bond, 2022, p. 46.
6. 1 2 3 4 5 6  Sakata, 2003, p. 317.
7. ↑  Shackle, 2021, p. xiii.